# Славянский рок (фестиваль)
Фестиваль «Славянский рок»  — культурно-художественный проект, направленный на развитие и популяризацию славянской молодёжной культуры и эстетики в направлении рок.
Фестиваль способствует возрастанию профессионального уровня славянских рок-исполнителей, продюсированию и помощи рок-группам из славянских стран, пропаганде отечественных производителей и товаров.
- Страны — участники: Россия, Украина, Белоруссия и другие славянские страны.
- Основная площадка фестиваля «Славянский рок» — концертный комплекс Бинго в Киеве, а также Open air в различных городах славянских стран.

## История фестиваля «Славянский рок»
- 21-22 октября 2006 — прошёл фестиваль «Славянский рок — 1»[1], победителем которого стала группа «Моноліт» (Шостка)
- 14-15 марта 2007 — победителем фестиваля «Славянский рок — 2»[2] становится группа «Ренессанс» (Ирпень)
- август 2007 — на Sony BMG (Германия) выходит аудиосборник «Славянский рок»[3]
- 30 августа 2007 — Презентация аудиосборника «Славянский рок»[4]
- 7 декабря 2007 — победитель фестиваля «Славянский рок — 3»[5] — группа «Біла Вежа» (Киев)
- 20 апреля 2008 — победитель фестиваля «Славянский рок — 4»[6] — группа «Artania» (Кременчуг)
- 28 июня 2009 — победитель фестиваля «Славянский рок — 5»[7] — группа «Цензор» (Киев)
- 24 января 2010 — победитель фестиваля «Славянский рок — 6»[8] — группа «Слов`янський Устрій» (Киев)
- 30-31 мая 2010 — состоялся седьмой международный фестиваль «Славянский рок»[9], победителем которого стала группа «Трутни» (Киев)
- 28 ноября 2010 — восьмой международный фестиваль «Славянский рок», победитель — «Thelen(ь)»(Киев)
- 16-17 апреля 2011 — прошёл девятый международный фестиваль «Славянский рок»[10]
- С 2010 г. начинает выходить журнал-энциклопедия «Славянский рок», где представлены лучшие группы фестиваля «Славянский Рок»[11]
- 20 августа 2011 — состоялась телевизионная съемка[12] лучших групп фестиваля «Славянский Рок» в концерт-холле БИНГО (Киев)
- 24 августа 2011 — OPEN AIR фестиваля «Славянский рок»[13] в городе Фастов
- 3 июня 2012 — OPEN AIR фестиваля «Славянский Рок»[14] в городе Вышгород (Украина)
- 20 октября 2012 — OPEN AIR фестиваля «Славянский рок»[15] в городе Сумы
- 25 ноября 2012 — состоялся десятый международный фестиваль «Славянский рок»[16], победителем которого стала группа «Mysterya» (Киев)
- 13 октября 2013 — состоялся международный фестиваль «Славянский рок - 11»[17], победителем которого стала группа «Dreams of Victory» (Киев)

## Группы Славянского Рок-Форума[18]
| - Кафе - Декабрь - Symfomania - Mushmellow | - The Arrow - The СкаZки - Контора Кука - ESSE | - Mordor - Ключевая - Вермут - Фантом |

## Участники фестиваля "Славянский рок"[29]
| - Моноліт - Шостка - Ренессанс — Ирпень - Біла Вежа — Киев - Artania — Кременчуг - Цензор - Киев - Арагон - Киев - КРИПА — Витебск - Dionis — Киев - Листопад — Винница - АЛЕФ - Москва - Волчьи ягоды - Ровно - ASTERIA — Коростень - ТеКтоНиЯ — Одесса - VARLAS — Коростень - AIDA - Киев - Железный занавес - Донецк - Holywar — Одесса - РекВиеМ — Киев - Троя — Киев - Утопия - Киев - Манкурт - Харьков - АzAрт — Киев - Leprechaun — Киев - Lucky Punch — Киев - CriSiS - Носовка - ТЕТИС - Киев - DИРЕКТОРіЯ — Луганск - ESPADA — Кировоград - Транс-Формер — Полтава - Mixtura - Киев - Рай - Днепропетровск - Noble Sound — Киев - Система КОРР — Коростень - DART Dart — Кировоград - І-Тімад - Полтава - DIZATTACK Dizattack — Вольногорск - Аурум — Буйск - Декабристы — Ирпень - 40 Эридана - Тростянец | - Кванты — Москва - Слов`янський Устрій — Киев - Трутни — Киев - Thelen(ь) — Киев - ФантоМ — Днепродзержинск - Sunrise — Киев - Crimsonland — Витебск - Dillberriezz — Киев - Реальная Ситуация — Киев - Lennon`S Dreams — Севастополь - Black Jack — Львов - Без Дна — Киев - In State — Кировоград - Мрії Марії — Лозовая - Compass Rose — Прилуки - Группа Риска — Донецк - Восьмий День — Киев - A4stazy — Киев - R.O.O.M — Киев - Валет Мечей — Киев - Аллергия — Донецк - 2 дня до завтра — Киев - Параноjа — Буча - Alice in Wonderland — Житомир - TeRRA Mortuis — Чернигов - The Most Wanted — Луганск - АреаЛ — Киев - RoNRoMeRo — Бровары - Electrostatic — Киев - Вурдалаки — Черкасы - Ин Тим — Киев - United Universe — Киев - Sevensis — Киев - Інший Світ — Ивано-Франковск - Империя — Кременчуг - Hairy Viper — Киев - Mysterya — Киев - Стальная Артель — Киев - Кто-то за дверью — Киев | - Малхолланд Драйв — Киев - Вермут — Днепропетровск - Spiritual Fusion — Кременчуг - AranruT — Киев - Black Arrow — Кишинев - Крем-Брюле — Киев - RISING — Киев - Resonans Leeman — Змиев - Square Universe — Киев - Порш Кайен — Киев - Конкордія — Киев - Lorian — Луганск - Помста — Киев - Extasy — Ровно - DiGest — Киев - Крик Ветра — Киев - Южный Крест — Коцюбинск - Premier Atom Band — Нетишин - ДК, DANCE — Сумы - BRIGHTON — Киев - Avariz — Симферополь - Чорна Рада — Киев - PostSense — Белая Церковь - Skaver — Сумы - ТРИ — Сумы - NAORI PILLS — Киев - Квітень Руїн — Киев - Затерянный Город — Васильков - Фонарь — Ирпень - Доброе Утро — Кривой Рог - Караван Планет — Донецк - Alterika — Киев - Еноты — Бровары - CRASH — Шостка - Gore Inhaler — Шостка - Aeternus Prophet — Фастов - Magnum 44 — Шахтерск - Черная Кошка — Обухов - The Seekers Band — Киев |

## Организация фестиваля[30]
Организацией фестиваля занимается его Организационный комитет. В него входят выдающиеся рок-музыканты, музыкальные продюсеры различных телеканалов, деятели культуры и искусств трёх славянских государств — России, Белоруссии и Украины.
- Генеральный директор фестиваля — Олег Ткаченко
- Президент фестиваля — Ксения Никольская